# Струйный насос

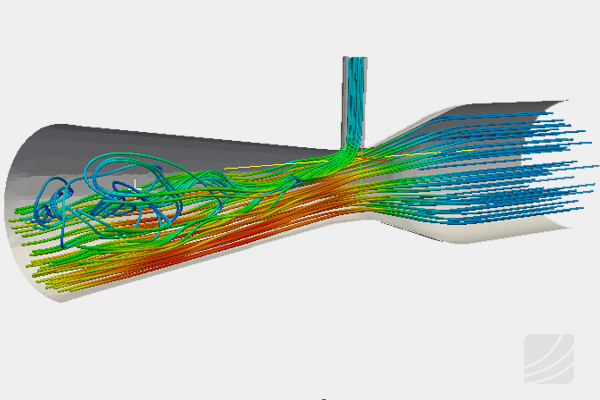
Динамическая модель потоков в инжекторе

Схема простейшего инжектора (осевое сечение)

Стру́йный насо́с — устройство для нагнетания (инжектор) или отсасывания (эжектор) жидких или газообразных веществ, транспортирования гидросмесей (гидроэлеватор), действие которого основано на увлечении нагнетаемого (откачиваемого) вещества струёй жидкости, пара или газа (соответственно различают жидкоструйные, пароструйные и газоструйные насосы).
Струйные насосы делятся на:
- жидкостноструйные
- эрлифты (эрлифты)

## Водоструйные

### Водоструйныйвакуумный насос
Применяется в лабораториях для получения небольшого вакуума с помощью воды из водопровода.

### Гидроэлеватор
Принцип действия водоструйного насоса или гидроэлеватора основан на передаче кинетической энергии рабочей жидкостью перекачиваемой жидкости. Рабочая жидкость обладает большим запасом кинетической энергии по сравнению с запасом энергии перекачиваемой жидкости.
Достоинство гидроэлеваторов — простота устройства, небольшие габариты, надёжность работы; недостатки — низкий КПД и затраты большого количества вспомогательной воды под давлением.
Гидроэлеватор применяется, если необходимо поднять воду из колодца или скважины с глубины более, чем 8 м, но нет возможности применить погружной насос. В этом случае насос, установленный на поверхности, направляет часть выкачиваемой воды в водоструйный насос, расположенный в глубине скважины. На поверхность поднимается большее количество воды, чем было использовано. Таким образом, вода играет роль промежуточного энергоносителя и рабочего агента.
Из-за падения КПД с ростом глубины, такой насос не применяется для глубин более 16 м.

## Эрлифты

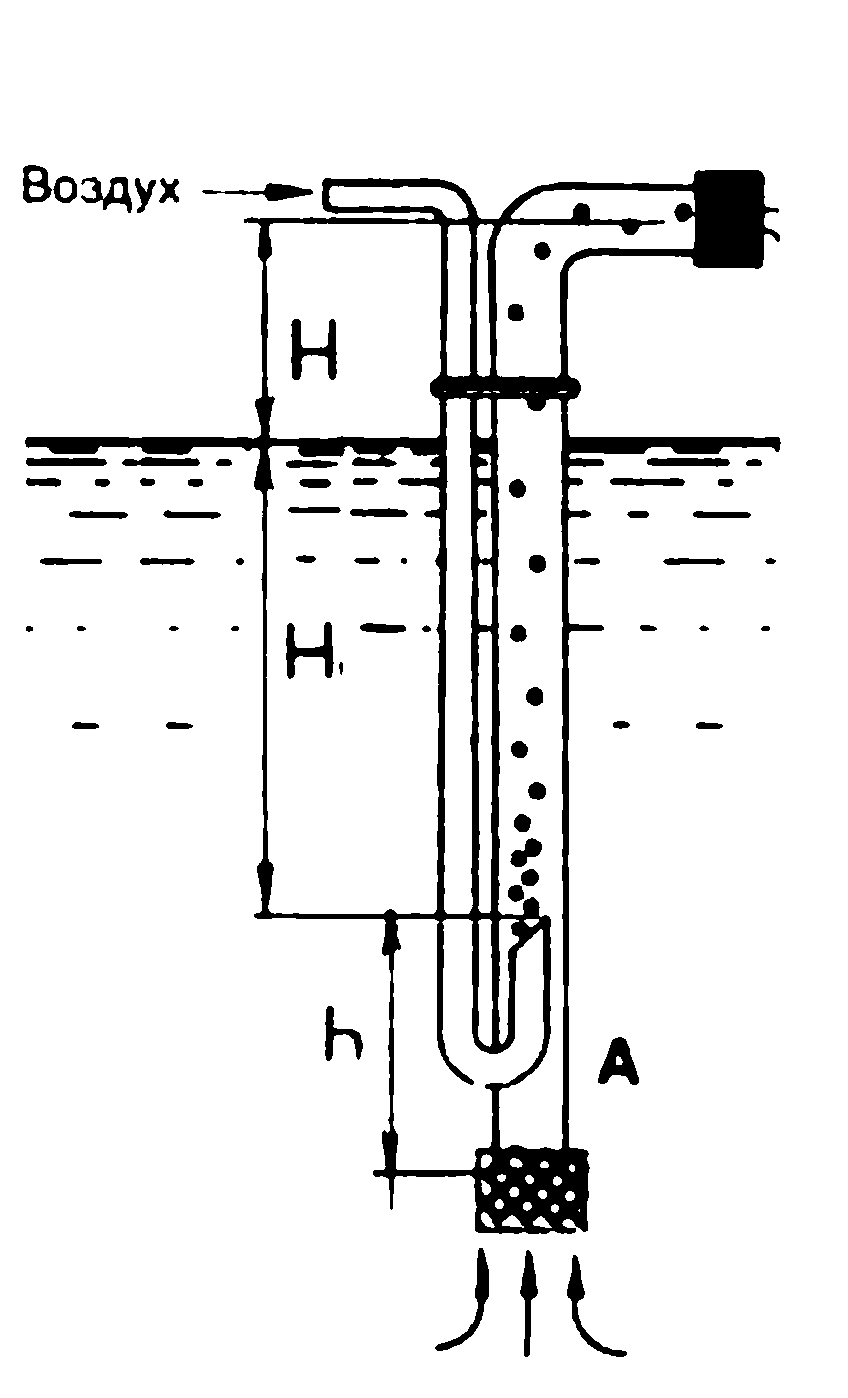
эрлифт

Для подачи воды из глубинных скважин нашли применения пневматические подъёмники или эрлифты; они также удобны для подачи кислот и других химических жидкостей и смесей жидкостей с твёрдыми частицами (пульпы). Принцип работы заключается в том, что в водоподъёмную трубу, заключённую в обсадной трубе, через форсунку подается сжатый воздух от компрессора, в трубе при этом образуется смесь воздуха и воды. Образовавшаяся в трубе эмульсия (смесь жидкости и пузырьков) будет подниматься благодаря разности удельных масс эмульсии и жидкости.